# アルナ工機
アルナ工機株式会社（アルナこうき）は、かつて兵庫県尼崎市に存在した工業製品メーカーである。阪急電鉄の子会社として設立され、鉄道車両やアルミサッシなどの製造を手掛けた。2002年に事業分割され、アルナ車両、アルナ輸送機用品、アルナバン（現・アルナ矢野特車）の各社に分割継承された。

## 概要

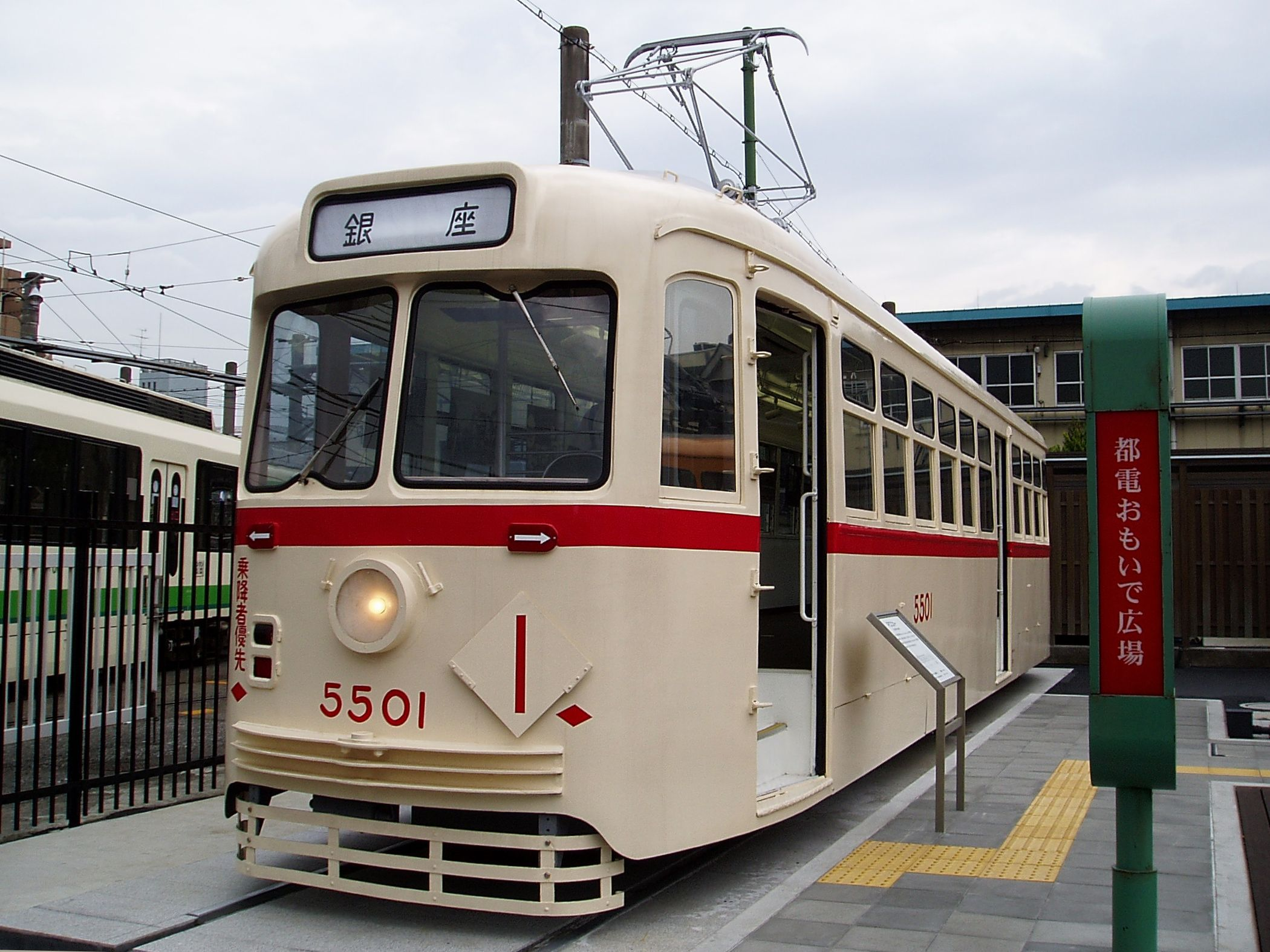
東京都電5500形
（ナニワ工機製の車体）

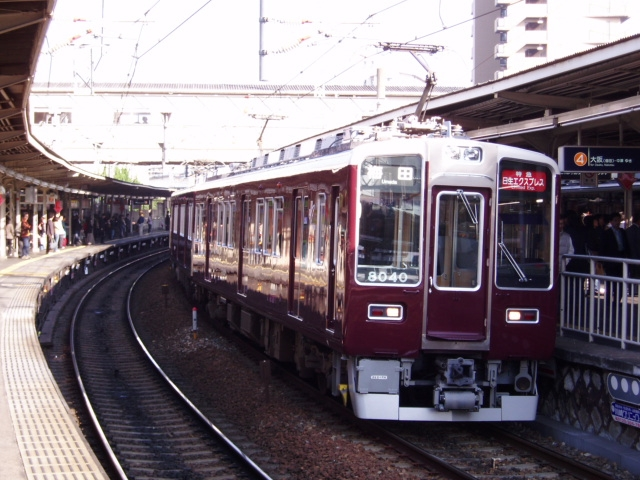
阪急8000系電車

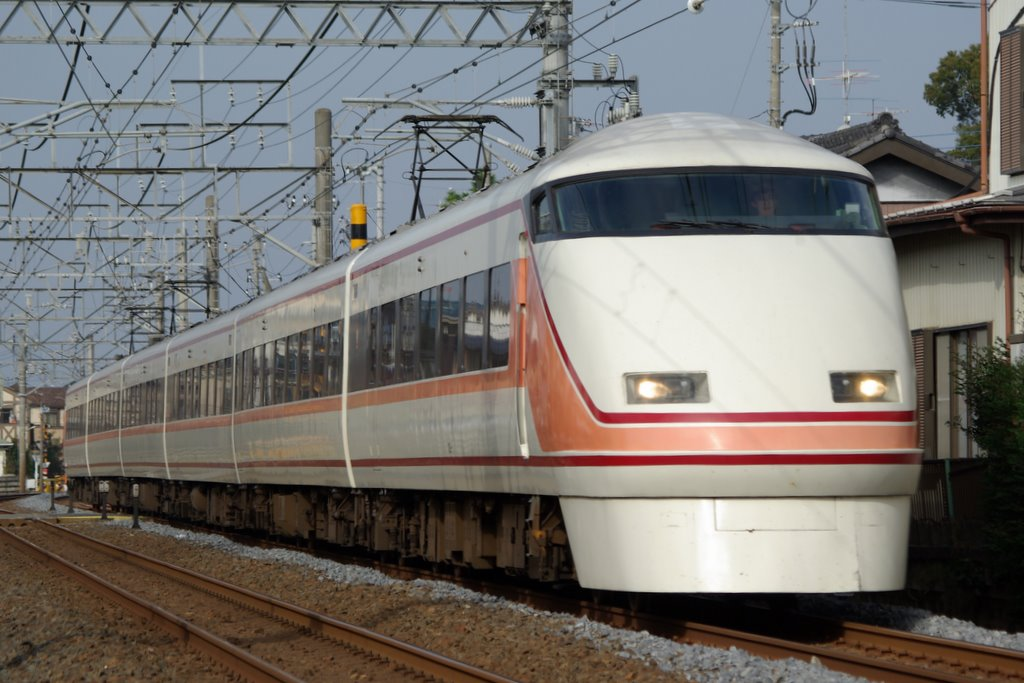
東武100系電車（スペーシア）

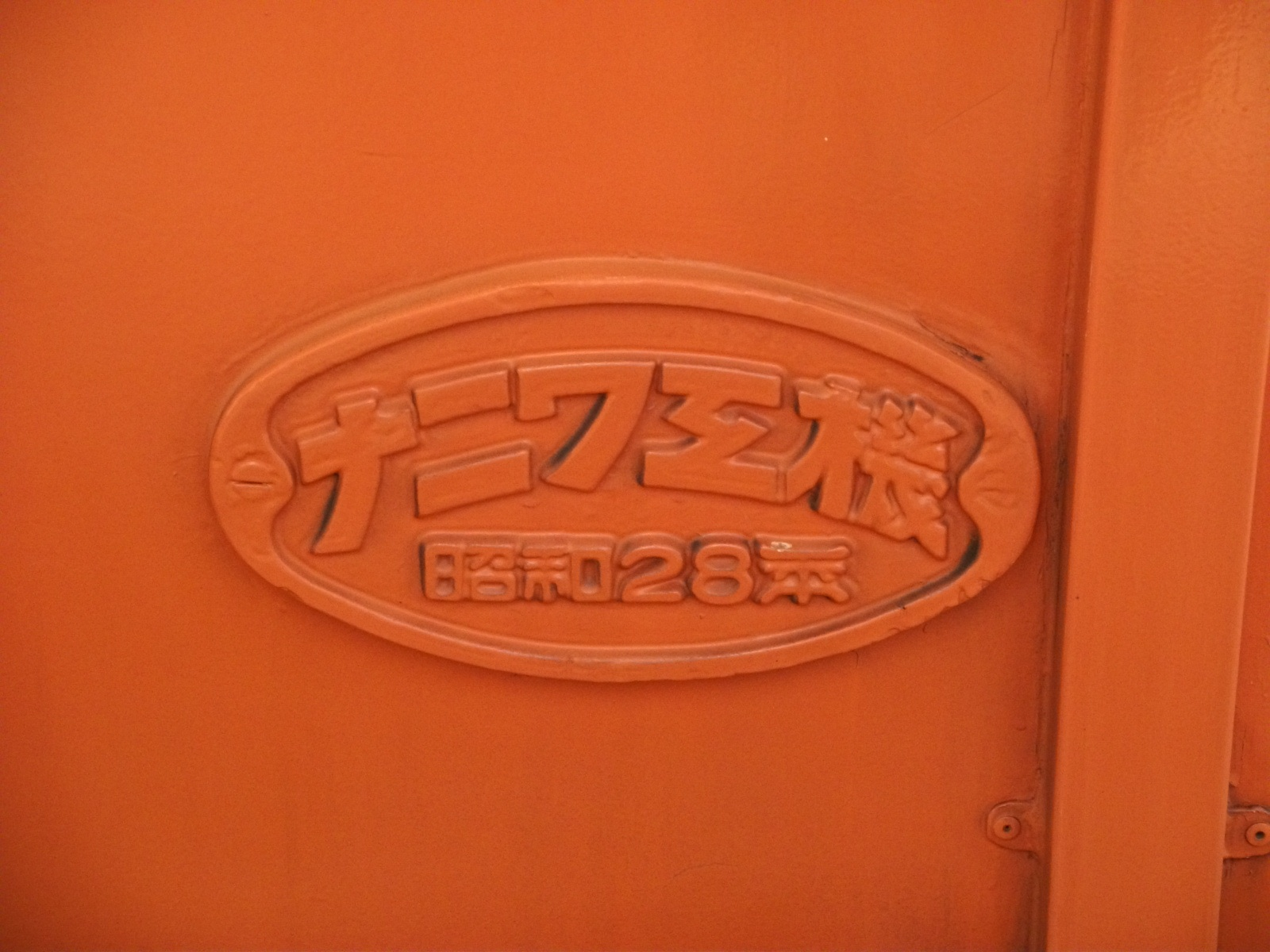
ナニワ工機時代の製造銘板
（伊予鉄道モハ50形電車）

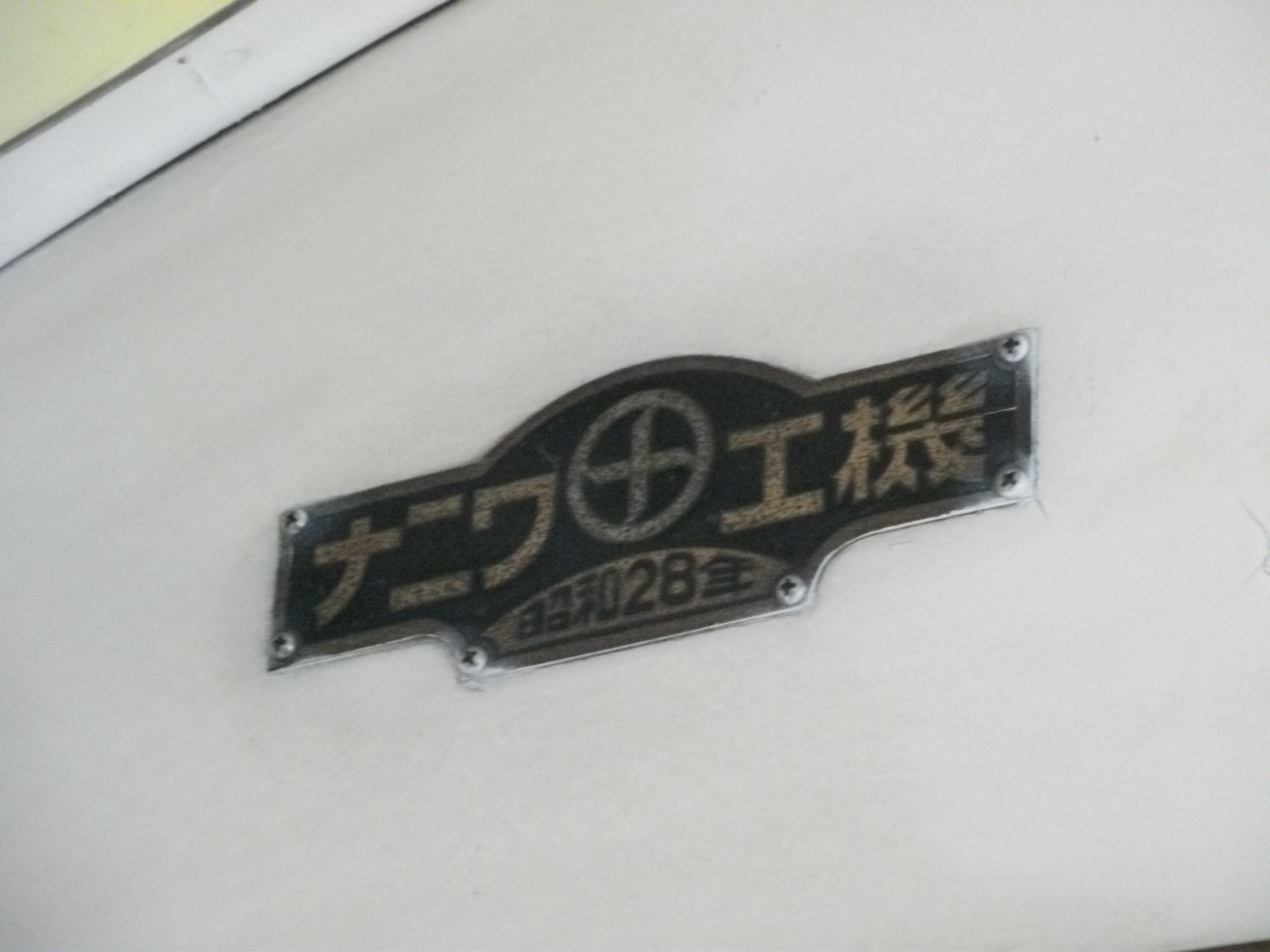
ナニワ工機時代の車内銘板
（伊予鉄道モハ50形電車）

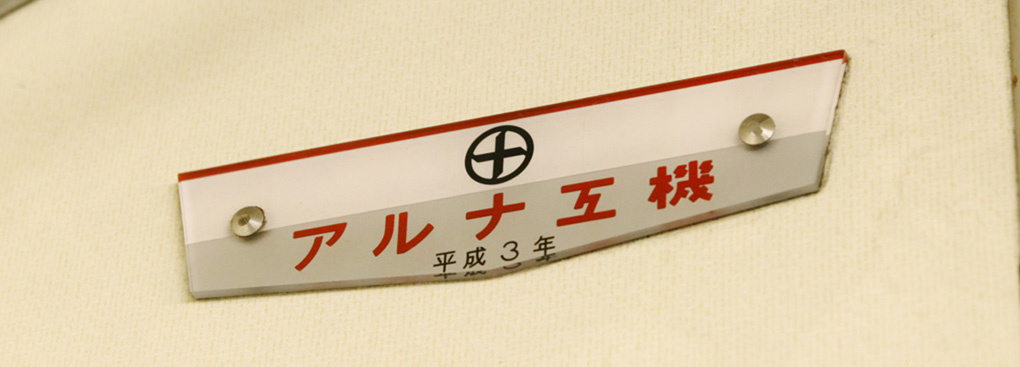
アルナ工機製の車両に取り付けられている製造所銘板

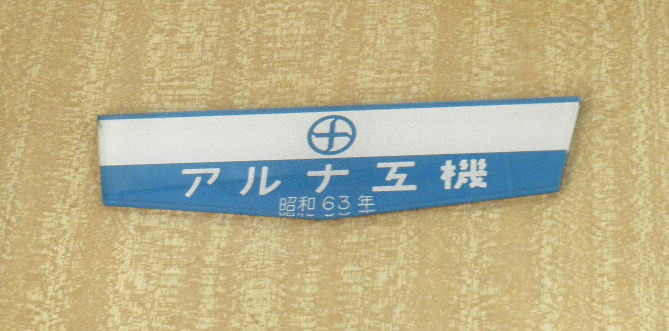
アルミ車両の銘板は青色になっている

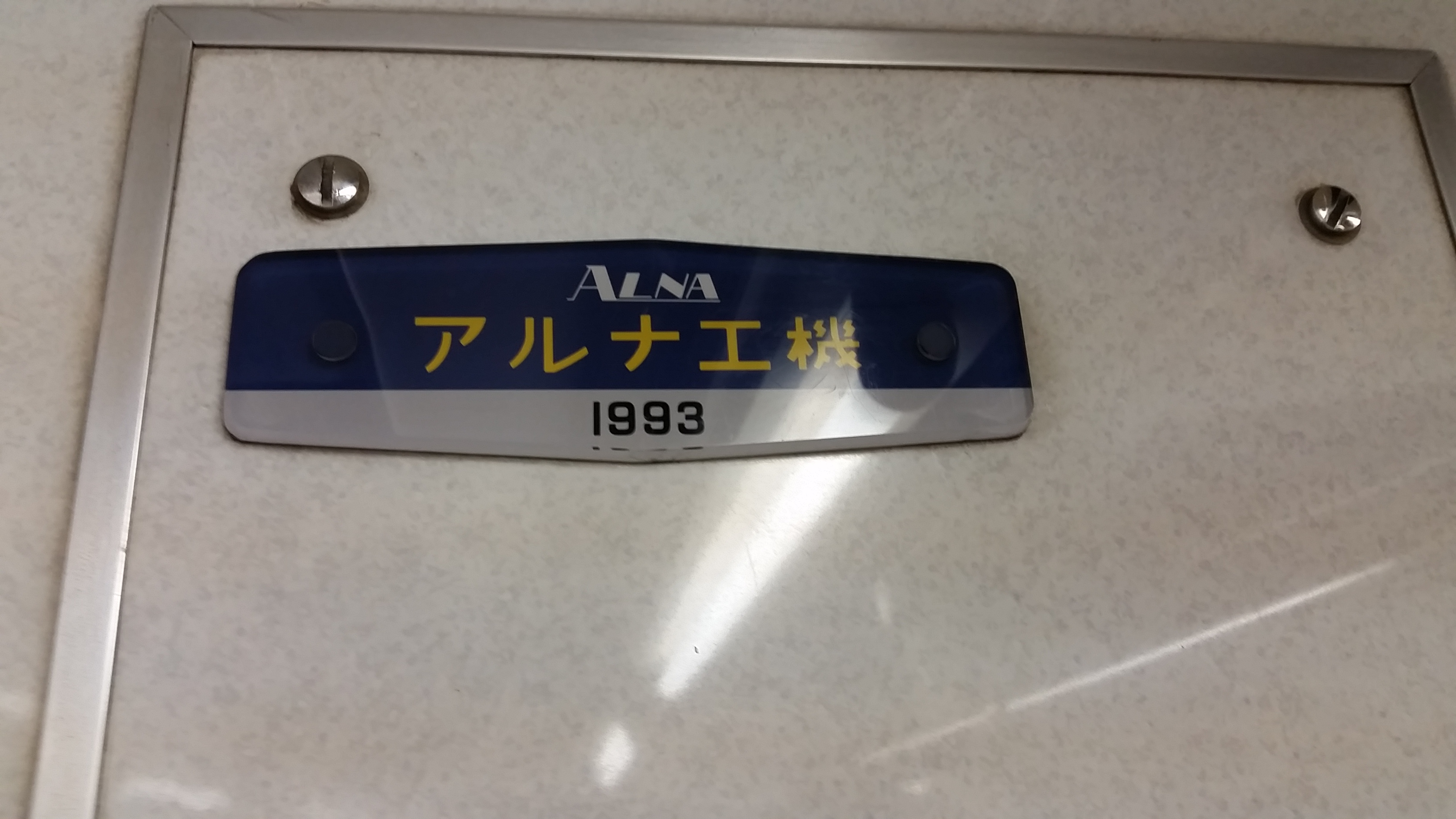
1991年下半期から2002年（アルナ工機製造分まで）にかけて製造された車両の銘板

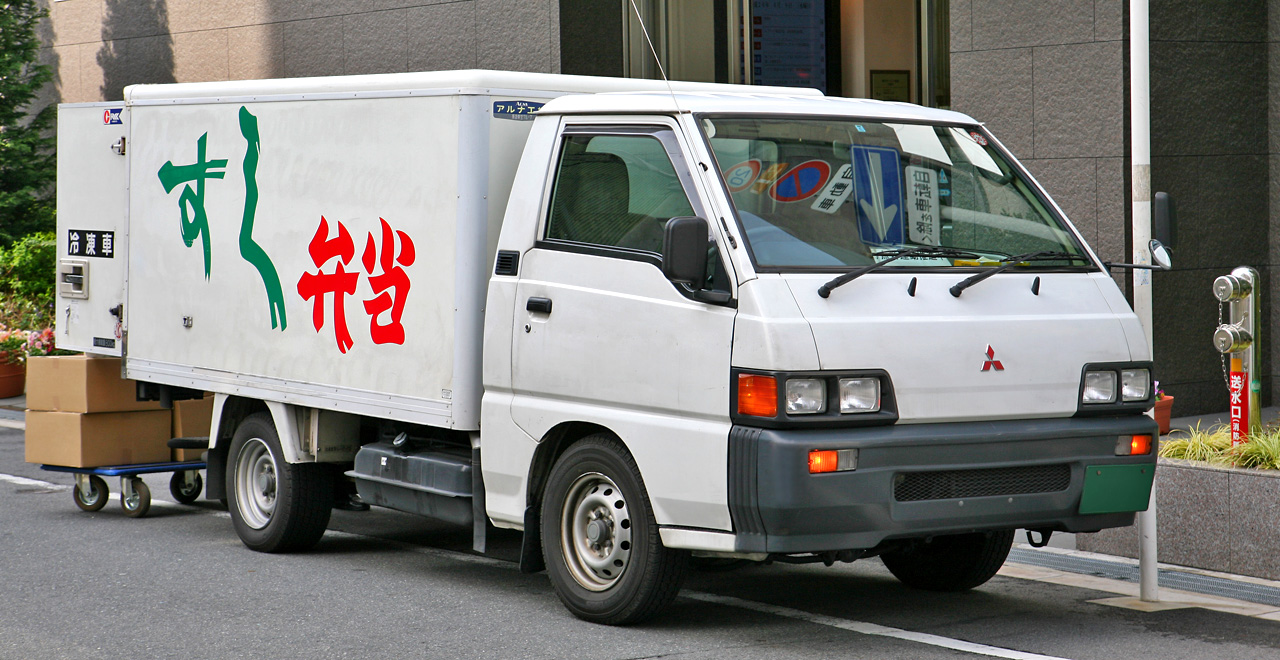
アルナ工機製の小型冷凍バンボディを架装した三菱・デリカ

1947年（昭和22年）、現在の阪急電鉄の前身である箕面有馬電気軌道の創始者・小林一三らにより、戦争復員技術者の雇用確保を図るべく、関西地盤の大手私鉄・京阪神急行電鉄（後の阪急電鉄）の子会社としてナニワ工機株式会社が設立され、鉄軌道車両の製造を手がけた。社名の「ナニワ工機」は、創業当時の本社所在地の住所表記が「兵庫県尼崎市北難波（きたなにわ）」であったことに由来してつけられたとされる。川崎重工業・武庫川車両工業（現・阪神車両メンテナンス）と並んで兵庫県内の鉄道車両メーカーの一角をなしていた。
ナニワ工機は阪急電鉄をはじめ、東京に進出した小林一三と親密な関係にあった初代根津嘉一郎の率いた東武鉄道に、後年に至るまで多くの納入実績を持ったほか、路面電車車両の製造においては特に多くの実績があった。また東京都交通局（都電・都営地下鉄）、大阪市交通局（大阪市電・大阪市営地下鉄）とも長期的な取引があった。
1948年（昭和23年）、製造第1号車両となる阪急550形電車が完成。以後、1997年（平成9年）製造の8000系8040番台に至るまでの阪急電鉄の全車両を製造した。
東武鉄道向けの最初の車両は、1951年（昭和26年）製造の5700系5710番台で、後のアルナ工機で最後に製造された通勤形電車となった30000系まで、数多くの車両を製造した。
国鉄 (JR) 向けには1950年代頃に富士車輌・川崎車輌とグループを組んでヨ3500形やワム90000形などの貨車を製造していたが、電車や気動車などの旅客車を製造した実績はない。また、阪急以外の関西大手私鉄についても、昭和30年前後の一時期のみ京阪電気鉄道や南海電気鉄道向けに少数が製造されたに留まる。
ナニワ工機時代、1954年製造の京阪神急行電鉄1000形を皮切りに準張殻構造の軽量車体を開発、親会社である京阪神急行電鉄向けの他、奈良電気鉄道デハボ1200・1350形電車（後の近鉄680系電車）、栗原電鉄M15・C15形、下津井電鉄モハ102・クハ22と、普通鋼製ながら極めて軽量の車体を備える車両を地方私鉄向けに相次いで設計・製造した。
その他にも東京都電5500形電車や大阪市交通局3001形電車といった俗に和製PCC車と呼ばれる高性能路面電車の製造に参加し、トロリーバス向け車体の設計技術を応用した呉市交通局1000形（後の伊予鉄道モハ50形電車1001 - 1003）をはじめとする超軽量車を各社に供給するなど、路面電車製造の実績が大きく、これは後のアルナ工機解散→アルナ車両の設立に際しても経営方針に大きな影響を及ぼすこととなる。
1950年代、軽量・堅牢な構造の鉄道車両、船舶、建築用のアルミサッシ窓を開発し、発売を開始した。アルミニウムの接合にフラッシュバット溶接を日本で初めて採用した「NK式（ナニワ式）窓」の愛称を持つアルミサッシ窓は、当時の国鉄をはじめとする多くの事業者に好まれ、この分野で圧倒的な市場シェアを獲得した。
1960年ごろからは住宅用建材の分野に参入。「アルミのナニワ」を略した商標「アルナ」をアルミサッシのブランド名として使用した。建材部門の業績が好調であった1970（昭和45）年には、この商標を社名に取り入れてアルナ工機株式会社と改称し、その後も金属加工製品分野を中心に事業拡大を続けた。宝塚歌劇団の宝塚大劇場における公演のフィナーレで出演者がきらびやかな衣装で勢揃いする大階段も、かつては同社製作のものが使われていた。また、阪急バスをはじめ多くのバス事業者にアルミ製のバス停留所標識を製造・販売している。
1970年代に入ると、世界的なコンテナリゼーションの波を受け海上コンテナ製造にも参入している。山下新日本汽船や内航船社である近海郵船、関西汽船などに納品の実績がある。
しかし、1990年（平成2年）に不採算部門となった建材部門をトーヨーサッシ（後のトステム、現・LIXIL）に売却。加えて1990年代後半には阪急、東武の私鉄2大納入先が新造車両の発注を手控えたことなどから大幅な業績悪化に見舞われ、2001年（平成13年）度には債務超過状態にまで追い込まれた。
これを受け親会社の阪急電鉄は、同社の事業別分社化、および路面電車車両を除く鉄道車両の製造事業から撤退することを決定。新たに設立された「アルナ車両」「アルナ輸送機用品」および「アルナバン」（現在の「アルナ矢野特車」）の3社に、2002年（平成14年）4月1日付で事業を引き継ぎ、アルナ工機は清算会社となった。その後、アルナ輸送機用品とアルナ矢野特車は、資本関係の変更があったことにより阪急東宝グループ（現在の阪急阪神東宝グループ）を離れている。
アルナ工機としての鉄道車両部門における最終製造車両は、黒部峡谷鉄道1000形客車であった。この車両は、1954年（昭和29年）に最初に製造されて以降、アルナ車両に事業が引き継がれた今日に至るまで長年にわたって度々製造されており、ナニワ工機、アルナ工機、アルナ車両と3代にわたって製造されている唯一の車両である。
愛知県名古屋市の「株式会社アルナコーポレーション」は、元々アルナ工機とミヅホ製作所の共同出資で設立された建材製造業者だったが、アルナ工機の建材部門売却に伴い資本関係を解消し、2001年に現社名に改名した際に、設立の由来である「アルナ」の名前を冠して住宅関連の事業を行っている。その他、岡山県井原市の「株式会社アルナ」（旧・株式会社井原アルナ）など、過去に関係のあった建材関連の企業に「アルナ」の名称が残っている事例がみられる。

## 沿革
- 1947年 - 会社設立。鉄道車両製造の拠点として尼崎工場を建設。
- 1948年 - 第一号車両、阪急550形完成。
- 1950年 - 路面電車の生産を開始。
- 1952年 - トロリーバス車体の生産を開始。
- 1957年 - 車両用アルミサッシの本格生産を開始。
- 1961年 - 東京工場竣工。ハニカムドアを生産。
- 1962年 - 住宅用アルミサッシの生産と販売を開始。
- 1964年 - 伊吹工場（現・LIXIL伊吹工場）竣工。建材部門の拠点となる。
- 1969年 - 姉川工場（現・アルナ矢野特車本社工場）竣工。コンテナを生産。
- 1970年 - 社名を「アルナ工機株式会社」に改称。岐阜工場竣工。金属製パネルドアを生産。養老工場（現・アルナ輸送機用品本社工場）竣工。車両用サッシの生産拠点となる。1976年にかけて南米チリのエル・テニエンテ銅山へ鉱夫輸送用の電車（標準軌）8両を輸出。5両の付随車の車体は現地生産[2]。
- 1971年 - 尼崎工場で冷凍・保冷バンボデーの生産を開始。
- 1979年 - バンボデーの生産拠点を尼崎工場から姉川工場に移転。
- 1984年 - 岐阜工場・東京工場を閉鎖。
- 1990年 - 建材部門をトーヨーサッシ（後のトステム、現・LIXIL）に譲渡。
- 1995年 - 尼崎工場および関連施設が阪神・淡路大震災で被災。
- 2001年 - 超低床路面電車シリーズ「リトルダンサー」生産開始。
- 2002年 - 鉄道線向け車両製造事業を廃止。事業別分社化ののち清算会社へ移行。

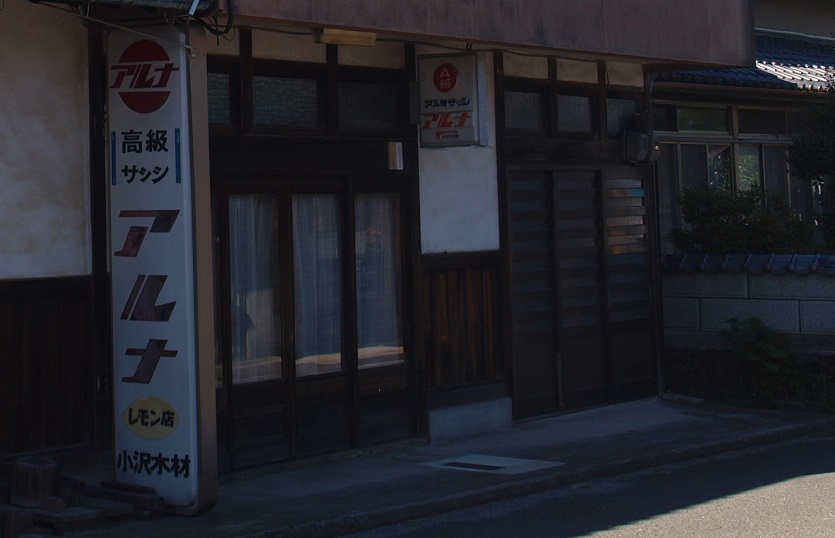
アルナ工機の建具を販売した店舗跡。看板が残っている。

- 2005年 - 清算終了。